# Malik Shah I
Malik-Shah I (tiếng Ba Tư: ملکشاه;
8 tháng 8 năm 1055 – 19 tháng 11 năm 1092, tên đầy đủ: Jalāl al-Dawla Mu'izz al-Dunyā Wa'l-Din Abu'l-Fatḥ ibn Alp Arslān, tiếng Ba Tư: معزالدنیا و الدین ملکشاه بن محمد الب ارسلان قسیم امیرالمومنین), là hoàng đế (Sultan) của Đế quốc Đại Seljuk từ năm 1072 đến năm 1092. Tên của ông, Malik Shah, là một sự kết hợp giữa từ "malik" (vua) trong tiếng Ả Rập và từ "shah" (cũng có nghĩa là vua) trong tiếng Ba Tư.
Khi còn niên thiếu, ông theo cha Alp Arslan chinh chiến, song hành cùng vizia Nizam al-Mulk. Trong một cuộc viễn chinh năm 1072, phụ thân ông chẳng may bị thương nặng và qua đời chỉ mấy ngày sau đó. Sau đó, Malik-Shah đăng quang kế vị ngai vàng làm hoàng đế của Đế quốc Seljuk. Tuy nhiên, Malik-Shah không hề kế nhiệm một cách yên ổn. Ông phải giao chiến với người chú Qavurt khi ông này tranh ngai vị. Mặc dù Malik-Shah trên danh nghĩa là người đứng đầu đế quốc, nhưng trong phần lớn triều đại của ông, quyền điều hành triều chính phần lớn đều nằm trong tay của vizia Nizam al-Mul. Malik-Shah kết thúc cuộc chiến với người Karakhanid và tái thiết lập trật tự ở khu vực Kavkaz.
Ông giành được nhiều vùng lãnh thổ ở Tiểu Á của đế quốc Byzantine sau khi họ đại bại trước cha ông là Alp Arslan tại trận Manzikert năm 1071. Ngoài ra, ông ban lệnh cho sử dụng lịch Jalāli năm 1079. Malik Shah xâm chiếm Syria từ tay người Fatimid ở Ai Cập, thuần phục các vương hầu ở Edessa, Aleppo hay Damascus và được xem là một trong những ông vua nổi tiếng nhất của Seljuk.
Năm 1092, vị hoàng đế bị một trong những ái thiếp của mình hạ độc. Sau cái chết của ông, Đế quốc Đại Seljuk bị phân rã thành nhiều tiểu quốc nhỏ đối địch lẫn nhau. Kılıç Arslan I kế vị ông ở Anatolia, Mahmud I ở Ba Tư và em trai ông Tutush I ở Syria. Mối bất hoà giữa các nhà nước Seljuk là một trong nguyên nhân chính dẫn đến thành công ngoài mong đợi của cuộc thập tự chinh thứ nhất, diễn ra chỉ sau một thời gian ngắn vào năm 1096. Những người con trai của Malik Shah bao gồm Berk-Yaruq, Muhammad I Tapar và Ahmed Sanjar.